# Рейнхард Маннесман
Рейнхард Маннесман (нім. Reinhard Mannesmann, 13 травня 1856, Ремшайд, Німеччина — 20 лютого 1922, Ремшайд, Німеччина) — німецький інженер і підприємець, винахідник (разом з братом Максом Маннесманом) способу виробництва безшовних труб. Разом з братом, використовуючи спільні з ним патенти, заснував колись найбільший у трубопрокатному виробництві металургійний концерн «Маннесманререн верке». Рейнхард та його брат мали низку винаходів в інших галузях техніки (цементація сталі, виробництво терпугів, телефонія тощо).

## Біографія
Після навчання у реальному училищі у Дюссельдорфі, з 1874 року навчався у Ганноверському технічному університеті, гірничій академії в Берліні та Берлінському університеті, а також вивчав машинобудування й хімію у Гайдельберзі. Під час канікул вивчав виробництво терпугів на фабриці свого батька.
У 1878 році він і його брат Макс отримали свій перший патент (на посилювач звуку у телефоні).
З 1882 року разом з братом розпочали дослідження прокатки труб. До цієї проблеми їх долучив батько, який ще з 1860-х років проводив експерименти у цьому питанні, однак зазнав невдачі. Роботи проводилися на заводі вночі в умовах повної секретності. У 1884 році брати винайшли валковий прошивний стан, патент на який одержали у 1885 році. Брати почали впроваджувати свій спосіб виробництва на багатьох заводах. Однак, завищені очікування, висловлені у патенті, не реалізувалися в повній мірі. Зобов'язання, що випливали з ліцензійних і установчих домовленостей, не могли бути виконані. В цих умовах у 1891 році для виробництва безшовних труб брати створили піліґримовий стан.
У 1890 році брати заснували фірму «Маннесманререн верке».